# Digitocrista bubala
Digitocrista bubala är en insektsart som först beskrevs av Stsl 1862.  Digitocrista bubala ingår i släktet Digitocrista och familjen Dictyopharidae. Inga underarter finns listade i Catalogue of Life.